# Kim Woo-jin
Kim Woo-jin (kor. 김우진; * 20. Juni 1992 in Okcheon) ist ein südkoreanischer Bogenschütze und Olympiasieger.

## Karriere
Bei den Asienspielen 2010 in Guangzhou gewann Kim Woo-jin im Einzel und mit der Mannschaft Gold. 2011 in Turin sowie 2015 in Kopenhagen wurde er sowohl im Einzel als auch mit der Mannschaft Weltmeister.
Kim Woo-jin nahm an den Olympischen Spielen 2016 in Rio de Janeiro teil. Gemeinsam mit Ku Bon-chan und Lee Seung-yun gewann er die Goldmedaille im Mannschaftswettbewerb.
Im Einzel stellte er in der Ranking Round einen neuen Weltrekord mit 700 Punkten auf. Damit übertraf er den Rekord seines Landsmanns Im Dong-hyun, der bei den Olympischen Spielen 2012 in London 699 Punkte erreicht hatte. In der anschließenden K.-o.-Runde schied er überraschend in der zweiten Runde gegen Riau Ega Agatha aus.
Im Mannschaftswettbewerb der Olympischen Spiele 2020 in Tokio wurde Kim mit Oh Jin-hyek und Kim Je-deok Olympiasieger.
Bei der Weltmeisterschaft 2023 in Berlin gewann Kim jeweils Gold in der Mannschaft (mit Kim Je-deok und Lee Woo-seok) sowie im Mixed-Wettbewerb (mit Lim Si-hyeon). In derselben Besetzung gelang der südkoreanischen Mannschaft in Paris bei den Olympischen Spielen 2024 der erneute Olympiasieg und auch im Mixed gewann Kim mit Lim Si-hyeon die Goldmedaille. Seinen größten Erfolg erzielte er jedoch im Einzel. Er erreichte das Finale gegen Brady Ellison, das er im Shoot-off gewann, weil sein Pfeil die Scheibe lediglich wenige Millimeter näher an der Mitte traf. Damit wurde Kim dreifacher Olympiasieger.